# Henry Edward Manning

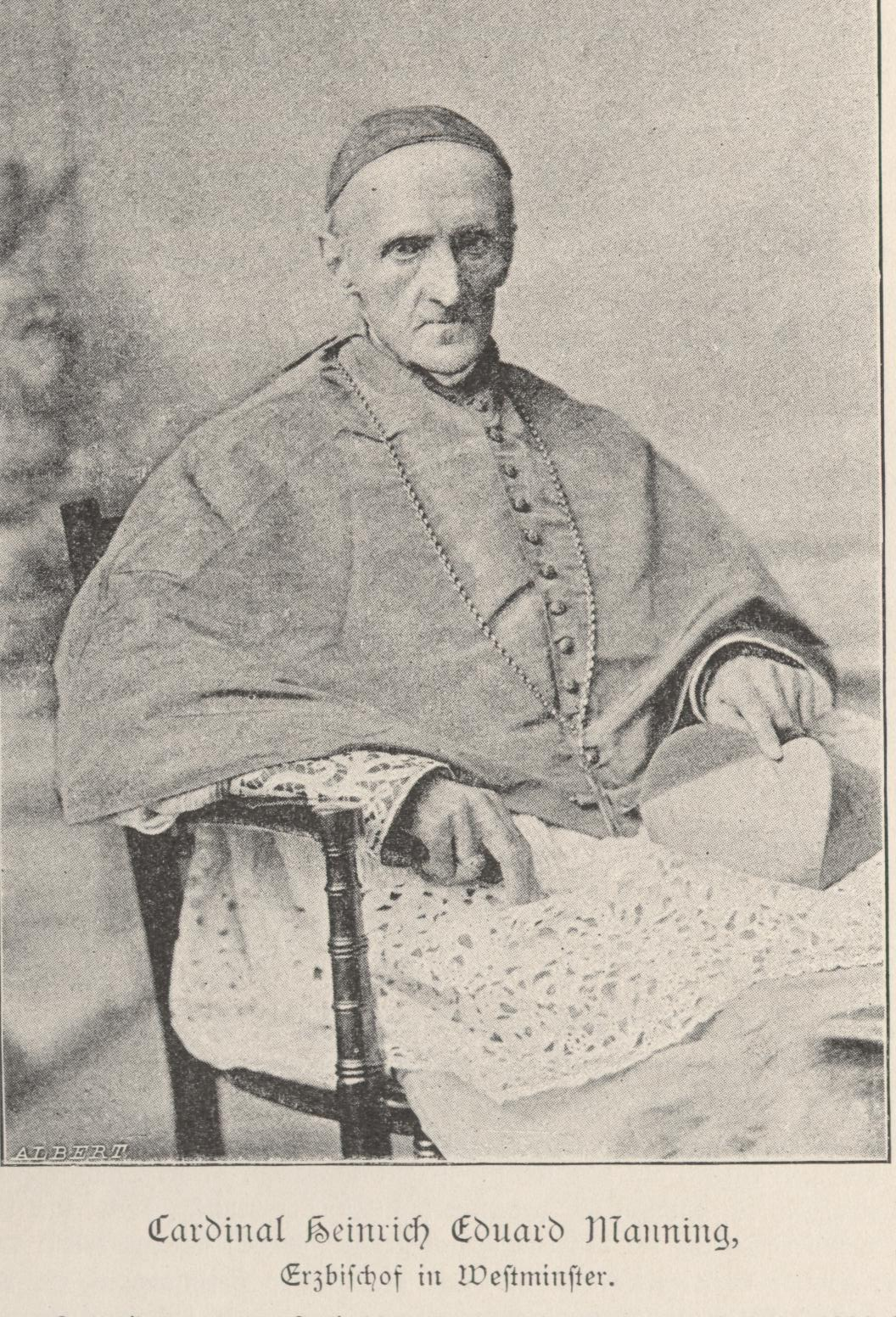
Henry Edward Kardinal Manning (circa 1890)

Kardinalswappen

Henry Edward Manning (* 15. Juli 1808 in Totteridge, Hertfordshire; † 14. Januar 1892 in London) war ein englischer katholischer Theologe und Kardinal. Von 1865 bis zu seinem Tod war er Erzbischof von Westminster.

## Leben und Werk
Manning wurde als Sohn des einflussreichen Parlamentsabgeordneten und Unternehmers William Manning in Totteridge, einem nördlichen Vorort von London, geboren und im anglikanischen Glauben erzogen. Er absolvierte sein Studium an der Universität Oxford und wollte zunächst nach dem Vorbild seines Vaters eine politische Karriere einschlagen, entschloss sich aber dann, anglikanischer Geistlicher zu werden. Manning erhielt nach seinen Weihen eine Pfarrstelle und heiratete 1833, seine Frau Caroline verstarb aber bereits nach wenigen Jahren. Manning gehörte in Oxford den Kreisen der High Church an und wurde durch die Theologie John Henry Newmans beeinflusst, mit dem er später immer wieder Konflikte austrug. Aufgrund seiner Fähigkeiten galt er bereits früh als aussichtsreicher Kandidat für eine Karriere in der anglikanischen Hierarchie, er wandte sich jedoch zunehmend dem Katholizismus zu.
Als im Jahre 1850 in der Kirche von England zusehends die objektive Wirksamkeit der Sakramente in Zweifel gezogen wurden, entschloss sich Manning zur Konversion und wurde 1851 in die katholische Kirche aufgenommen, im gleichen Jahr empfing er auch die Priesterweihe. 1865 wurde er Erzbischof von Westminster. Die Bischofsweihe spendete ihm am 8. Juni 1865 in der Kirche Saint Mary in London der Bischof von Birmingham William Bernard Ullathorne; Mitkonsekratoren waren William Turner, Bischof von Salford, und Thomas Joseph Brown, Bischof von Newport and Menevia. Er war Konzilsvater des Ersten Vatikanischen Konzils von 1870 bis 1871.
Im März 1875 wurde er als Kardinalpriester mit der Titelkirche Santi Andrea e Gregorio al Monte Celio in das Kardinalskollegium aufgenommen. Er nahm am Konklave 1878 teil, bei dem Papst Leo XIII. gewählt wurde, mit dem ihn eine enge Freundschaft verband. Manning galt als ausgesprochener Ultramontanist und strenger Verfechter des Dogmas der päpstlichen Unfehlbarkeit. In England initiierte er den Bau der Westminster Cathedral und veranlasste den Ausbau des katholischen Bildungswesens. Auch setzte er sich für die Umsetzung der katholischen Soziallehre ein. 1889 wurde durch seine Vermittlung der große Streik der Londoner Dockarbeiter beendet. Unter der Bezeichnung Poor men’s Cardinal, also der „Kardinal der armen Leute“, war er im Volk bekannt. Vor allem unter den besitzlosen katholischen Einwanderern aus Irland genoss er große Hochachtung. Außer der Westminster-Kathedrale ließ er mehrere weitere Schulen, Klöster und Kirchen erbauen. „Den größten offenen Erfolg hatte seine soziale Tätigkeit für die Würde der Arbeit und des Arbeiters, gegen die Wohnungsnot der Städte und Kinderarbeit in den Fabriken, gegen Alkoholismus und sittliche Verseuchung“ (Matthias Laros : In: Lexikon für Theologie und Kirche)

## Schriften
- Vernunft und Offenbarung, oder: das Wirken des heiligen Geistes auf Erden. Georg Josef Manz, Regensburg 1867 (284 S., Volltext in der Google-Buchsuche [abgerufen am 22. August 2016] englisch: The Temporal Mission of the Holy Ghost. London 1865. Übersetzt von Dr. P.).